# Бодеевка
Бодеевка — село в Лискинском районе Воронежской области.
Административный центр Бодеевского сельского поселения.

## Население
| 1859 | 2010 |
| ---- | ---- |
| 437  | ↗603 |

## Улицы
- ул. 40 лет Октября,
- ул. Мигинева,
- ул. Молодёжная,
- ул. Советская,
- ул. Школьная.